# Rogas vollenhoveni
Rogas vollenhoveni är en stekelart som beskrevs av Giovanni Gribodo 1881.
Rogas vollenhoveni ingår i släktet Rogas och familjen bracksteklar. Inga underarter finns listade i Catalogue of Life.